# هولامین
هولامین (انگلیسی: Hulamin) شرکت آلومینیوم در آفریقای جنوبی است، که در سال ۱۹۳۵ تأسیس شد.